# Mèche de l'enfance

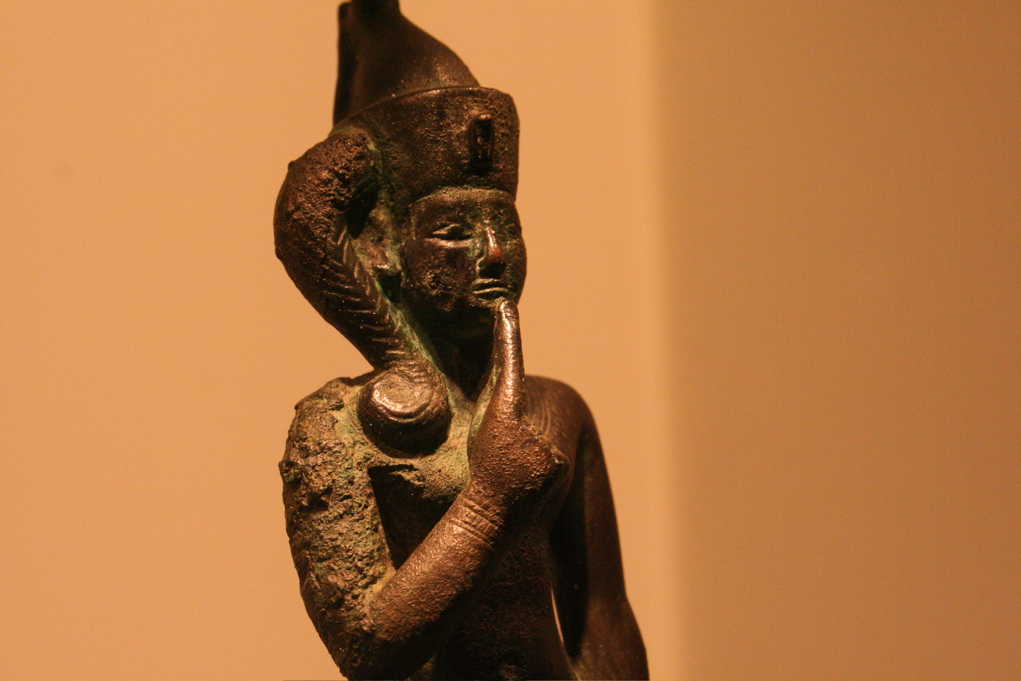
Harpocrate avec la mèche de l'enfance et le doigt devant la bouche.

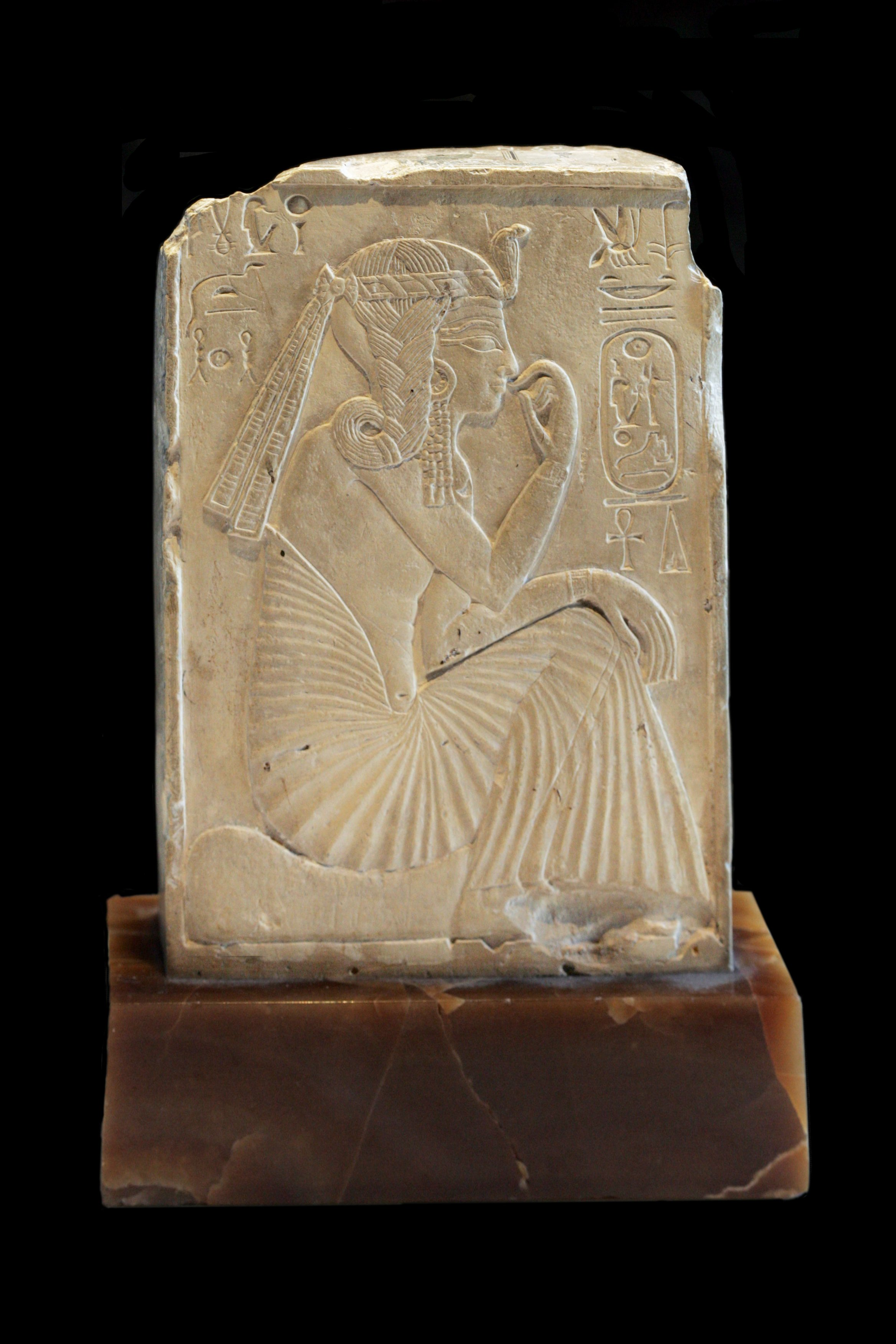
Mèche de l'enfance de Ramsès II enfant

La mèche de l'enfance est un signe distinctif dans l'Égypte antique ; les enfants royaux et les divinités infantiles comme Iounmoutef ou Harpocrate sont représentés avec le crâne rasé et une mèche unique sur le côté de la tête en signe de l'enfance.

## Forme
Le nom de « mèche de l'enfance » n'est pas tout à fait exact, car il s'agit généralement d'une tresse dont l'extrémité est enroulée en spirale. Dans les représentations du Moyen Empire, l'extrémité est enroulée vers l'avant.
La mèche était généralement portée à droite. Sur les reliefs, elle peut être représentée à gauche ou à droite, car sinon la mèche ne serait pas visible sur un personnage de profil tourné vers la gauche. Une mèche de cheveux était séparée du côté du crâne, elle-même séparée en trois tresses individuelles. La partie tressée était maintenue en place par un fermoir à son point d'origine.
Par la suite, il y avait plusieurs possibilités différentes, comme la triple tresse sidérale, dont les trois brins convergeaient en spirale. Ce n'est que dans quelques cas qu'elle était réunie par un fermoir à son point d'origine et se terminait par une spirale, mais laissait une mèche libre entre les deux.
D'autres types de mèches divines sont également connus. La mèche d'Horus était tressée à partir de trois mèches de cheveux, qui semblent se terminer en forme de griffe et sont liées à la déesse Mafdet dans la mythologie égyptienne.

## Origine
La mèche de l'enfance (également appelée mèche d'Horus, mèche de prince, mèche de princesse ou tresse latérale) était une caractéristique d'identification de l'enfant dans l'Égypte antique. Elle indique symboliquement que celui qui la porte est un héritier légitime d'Osiris. La mèche latérale était utilisée comme attribut divin depuis au moins l'Ancien Empire.
Dans les représentations antérieures, on peut voir la mèche de l'enfance avec des coiffures courtes ressemblant à des chapeaux, par exemple dans les cultes mortuaires. Plus tard, elle était généralement attachée à une perruque presque longue comme l'épaule, qui était portée de trois façons : bouclée, droite ou en tresses. Sur la base du lien entre les mèches et les enfants, les égyptologues ont inventé le terme « mèche de l'enfance ». Elles sont portées à la fois par les enfants mortels et divins.
Le crâne des enfants est rasé et seule, une mèche de cheveux tressés, tombe d'un côté sur l'oreille et se termine par une boucle. Tant les filles que les garçons portent cette « mèche bouclée des enfants » jusqu'à la puberté ; la mèche de l'enfance est alors rasée. L'âge de la puberté n'est pas précis et il semble qu'il ait été d'environ une dizaine d'années pour les fillettes et jusqu'à la circoncision pour les garçons (environ treize-quatorze ans). Il persiste des doutes sur le port de cette mèche de l'enfance : était-elle généralisée à tous les petits Égyptiens ou non, devait-elle obligatoirement être rasée à un certain âge ou pouvait-elle être conservée plus longtemps ? Aude Gros de Beler relève des divergences à ce propos et notamment, dans un conte du Moyen Empire intitulé Chéops et les magiciens :
« Faites-moi apporter vingt femmes parmi celles qui ont un beau corps, ayant déjà des seins mais encore la tresse de l'enfance, et qui n'aient pas déjà été ouvertes par l'enfantement. »
Ramessou, le fils de Ramsès II et d'Isis-Néféret est représenté dans le grand temple d'Abou Simbel au côté de son père lors de la bataille de Qadesh, coiffé de la mèche de l'enfance.

## Signification mythologique

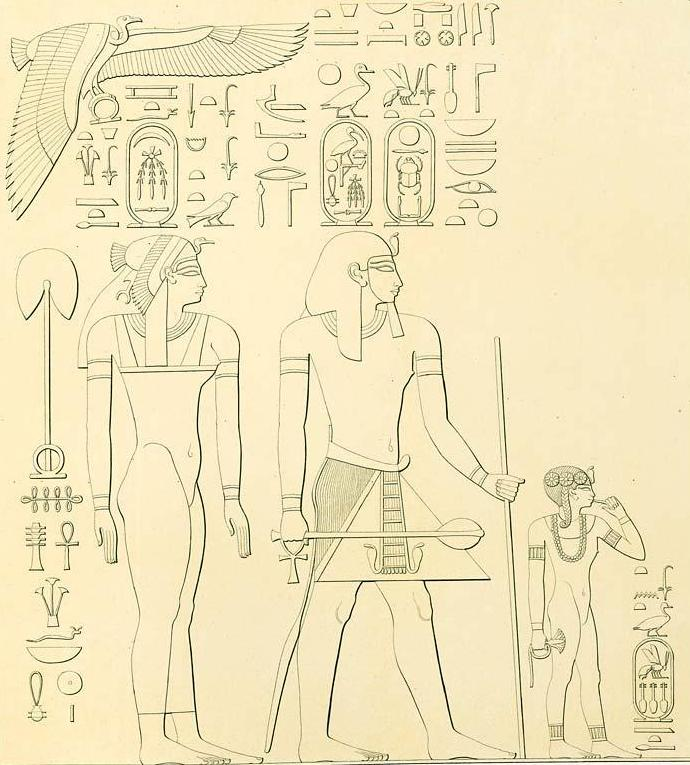
Le pharaon Thoutmôsis Ier avec sa principale épouse, la reine Ahmès, et sa fille Néféroubity (le père, la mère et la sœur d'Hatchepsout).

La mèche de l'enfance était utilisée par les enfants des pharaons, non seulement pour montrer qu'ils étaient des enfants, mais aussi pour indiquer leur lien avec le jeune Horus. Comme eux, le jeune Horus avait porté la mèche en tant qu'héritier présomptif de son père Osiris.
Conformément au précédent mythologique, les enfants du roi, en tant qu'héritiers désignés, recevaient la mèche d'Horus pour indiquer les devoirs particuliers liés à ce statut. Dans l'iconographie, les enfants royaux étaient représentés nus et suçant leur doigt, le crâne entièrement rasé à l'exception de la mèche.
Amenhotep Ier, ainsi que Thoutmôsis III, réutilisent la forme spéciale du Moyen Empire, ce qui est lié à leur reprise de l'imagerie du Moyen Empire en général. Au cours de la Basse époque, la représentation du Moyen Empire est à nouveau reprise.
Avec le début du Nouvel Empire, la mèche de l'enfance acquiert une importance centrale en tant que symbole spécial des princes et princesses de la XVIIIe dynastie. Il est particulièrement remarquable que la mèche de l'enfance soit associé aux princesses, qui, en tant qu'enfants du roi régnant, étaient considérées comme des héritières probables et étaient donc également représentées avec la mèche d'Horus.